# Plagiorhynchus gracilis
Plagiorhynchus gracilis är en hakmaskart som först beskrevs av Petrochenko 1958.  Plagiorhynchus gracilis ingår i släktet Plagiorhynchus och familjen Plagiorhynchidae. Inga underarter finns listade i Catalogue of Life.